# Hafiz-i Abru
Abd-Al·lah ibn Luft Al·lah ibn Abd-ar-Raixid, conegut pel làqab de Hafiz-i Abru (? - 1430), fou un historiador persa de l'època timúrida (Tamerlà i Xah Rukh). Va escriure un llibre sobre geografia de Pèrsia i tres continuacions de llibres d'història com la d'at-Tabarí i la Jami at-tawàrikh de Raixid-ad-Din amb la continuació dels esdeveniments de l'Azerbaidjan i l'Iraq Arabí. També va escriure la història de la dinastia kart, dels sarbadàrides, i la història del regnat de Xa Rukh. L'altra obra seva destacada fou la Majma at-Tawàrikh, crònica universal en quatre volums.